# Giovanni Battista Bugatti

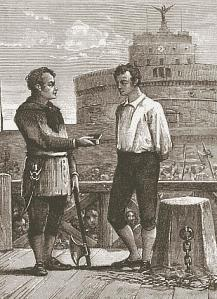
„Mastro Titta“ bietet einem Verurteilten eine Prise Schnupftabak an. Anonymer Holzstich, 19. Jh.

Giovanni Battista Bugatti (* 1779; † 1869) war der offizielle Scharfrichter des Kirchenstaates von 1796 bis 1864. Er war der Scharfrichter (offiziell: maestro di giustizia, Justizmeister oder Meister der Gerechtigkeit) mit der längsten Dienstzeit im Kirchenstaat und trug den Spitznamen Mastro Titta (familiär für Battista). Im Alter von 85 Jahren wurde er von Papst Pius IX. mit einer monatlichen Rente von 30 scudi pensioniert. Sein Nachfolger während der Jahre bis 1868 (letzte Hinrichtung im Kirchenstaat am 24. November) war sein bisheriger Assistent Vincenzo Balducci.

## Wirken

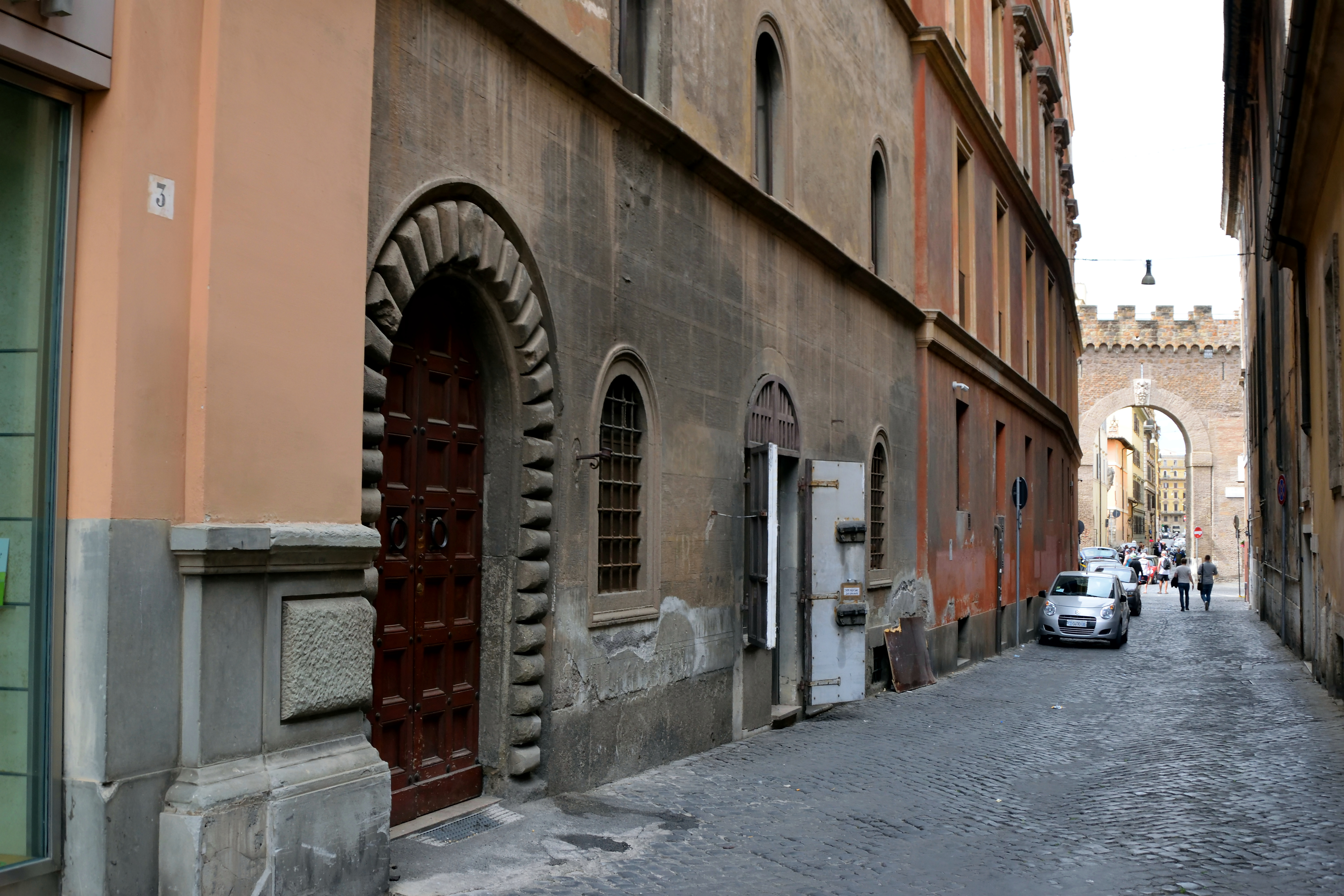
Das ehemalige Anwesen von Battista in der Vico del Campanile 2, Rom (Borgo) heute

Bugatti bezeichnete seine Exekutionen als Gerechtigkeiten und die Verurteilten als Patienten. Die erste von ihm ausgeführte Hinrichtung fand am 22. März 1796 statt. Bis zur Einführung der Guillotine durch die französische Besatzungsmacht war die Enthauptung mit der Axt oder Hängen die Hinrichtungsmethode. Die erste Guillotinierung fand am 28. Februar 1810 statt. Hingerichtet wurde eine Frau, die ihren Ehemann durch Gift ermordet hatte, als sie herausfand, dass er einen Liebhaber hatte. Die Guillotine stand – bzw. der Hinrichtungsort lag, wie auf dem Bild dargestellt – auf der Engelsbrücke. Als der Kirchenstaat 1816 seine Souveränität zurückgewann, wurde die Guillotine weiter benutzt (erste Guillotinierung unter päpstlicher Regierung am 2. Oktober 1816).
Bugatti führte insgesamt 516 Hinrichtungen aus. Sein Diensteinkommen bestand in einer Wohnung und Anteilen an bestimmten Steuern des Staates, unabhängig von der Zahl der Hinrichtungen. Für die eigentliche Hinrichtung bezog er nur einen symbolischen Lohn von je 3 Centesimi (= 0,03 Lire). Damit sollte ausgedrückt werden, dass er nicht des Geldes wegen tötete.
Er wird als klein und stattlich und stets gut gekleidet beschrieben. Er besuchte die Kirche Santa Maria in Traspontina, war verheiratet, hatte aber keine Kinder. Neben seiner Tätigkeit für die Justiz bemalte er Schirme u. a. mit Papstporträts, die an Pilger und Touristen verkauft wurden.
Den Stadtteil Trastevere, wo er wohnte, durfte er nur für Amtsgeschäfte verlassen. Offiziell diente dies seinem eigenen Schutz für den Fall, dass Familienangehörige der von ihm Hingerichteten an ihm Rache nehmen wollten. Aber ebenso dürfte dies mit dem Aberglauben zu tun haben, der mit seiner Tätigkeit verknüpft war. Wenn aber Mastro Titta über die Brücke ging, bedeutete dies für die Römer, dass eine Hinrichtung bevorstand, und die Menschen versammelten sich, um dem populären Schauspiel beizuwohnen.
Eine seiner Hinrichtungen, die am 8. März 1845 stattfand, wird von Charles Dickens in seinem Werk Pictures From Italy als „häßliches, schmutziges, widerliches Schauspiel“ beschrieben.
Bugattis blutbefleckter Umhang, seine Äxte und seine Guillotine sind im Kriminalmuseum in Rom (Museo Criminologico, Via del Gonfalone 29) ausgestellt. Die Guillotine ist von sehr eigentümlicher Bauart (gerade statt schräger Schneide; Lunette V- statt halbkreisförmig).
Sein Exekutionsverzeichnis, die Annotationes, schließt mit dem Eintrag: „Hier endet die Liste Bugattis. Möge die seiner Nachfolger kürzer sein.“